# Langues coréaniques
Cette page contient des caractères spéciaux ou non latins. S’ils s’affichent mal (▯, ?, etc.), consultez la page d’aide Unicode.
Les langues coréaniques (en coréen : 한국어, hangug-eo), plus rarement appelées langues puyŏ-han,, constituent une famille de langues. Elle regroupe plusieurs langues ayant été parlées dans la péninsule de Corée. Les seules langues encore vivantes de cette famille sont le coréen, le jeju et le yukjin,, parfois considérés comme des dialectes du coréen ; pour cette raison le coréen est parfois considéré comme un isolat. L’appartenance des langues coréaniques à la famille controversée des langues altaïques n’est pas acceptée par la majorité des linguistes,. Il s'agit des langues parlées par la civilisation coréenne.

## Classification interne

### Classification traditionnelle
Les langues coréaniques sont traditionnellement classées comme ceci,, :
- Proto-coréen (ou proto-coréanique)
  - Vieux coréen
    - Moyen coréen ancien
      - Moyen coréen tardif
        - Coréen moderne ancien
          - Coréen moderne/Coréen contemporain

        - Jeju

### Nouvelles classifications
La classification interne comme externe des langues coréaniques est très controversée, certaines sont débattues voire controversées, et aucune ne fait l'unanimité. Ces propositions sont présentées de la plus ancienne à la plus récente, à part la proposition de Glottolog et d'Ethnologue, qui est placée après celle d'Andreas Hölzl, en raison des similitudes partagées.
Il est à noter que selon les auteurs, les noms des langues peuvent varier. Notamment, le nom "vieux coréen" est réservé par certains à la langue du royaume de Silla, tandis que d'autres l'utilisent pour désigner les langues ou dialectes parlé(e)s dans les Trois Royaumes de Corée,. Les noms peuvent aussi varier selon la romanisation du coréen qui est utilisée. Ainsi, certains chercheurs utilisent la romanisation McCune-Reischauer (Ki-Moon Lee, Alexander Vovin, John Whitman,...), alors que d'autres utilisent la romanisation révisée (Senyokbalgul, Sean Kim,...).

#### Classification selon Lee et Ramsey (2011)
En se basant sur des textes chinois (en particulier les Chroniques des Trois Royaumes), Ki-Moon Lee sépare les anciennes langues parlées sur la péninsule de Corée en langues puyŏ (au Nord) et hán (au Sud), en tant que branches des langues coréaniques. Cette séparation ne fait pas l'unanimité.
Ainsi, il classe les langues coréaniques comme ceci :
- Langues coréaniques
  - Langues puyŏ
    - Koguryŏ
    - Puyŏ
    - Okchŏ
    - Ye

  - Langues hán
    - Mahan
      - Paekche[18]

    - Pyŏnhan
      - Kaya

    - Chinhan
      - Sŏrabŏl[19]
        - Silla/Sillan (utilisé en tant que synonyme du vieux coréen)
          - Moyen coréen
            - Coréen
            - Jeju

#### Classification selon Vovin (2013, 2015) et Unger (2009)
En se basant sur des emprunts d'origine coréanique dans le khitan et le jurchen ainsi que sur des toponymes du Samguk Sagi, Alexander Vovin et James Marshall Unger (en) affirment que les langues buyeo et le silla ont remplacé les langues han, qu'ils classent dans la famille japonique (dont elles constitueraient alors sa branche péninsulaire),. Une telle vision est débattue.
Ils classent donc les langues coréaniques comme ceci :
- Langues coréaniques
  - Silla
  - Koguryŏ/Koguryŏan
    - Moyen coréen
      - Coréen

    - Parhae[22]

  - Paekche/Paekchean[23]
    - Cheju/Chejudo

  - Puyŏ
  - Okchŏ
  - Ye

#### Classification selon Senyokbalgul (2017)
En se basant principalement sur la classification selon Iksop Lee et Robert Ramsey (2000) et Ki-Moon Lee et Robert Ramsey (2011), Senyokbalgul propose une classification, mais celle-ci est critiquée. Les "?" signalent l'incertitude.
- Proto-coréen
  - Vieux coréen
    - Yemaek?
    - Langues buyeoïques
      - Buyeoïque?
      - Okjeoan?
      - Dongyean?
      - Goguryeoan

    - Langues samhaniques
      - Baekjean
      - Shillan
        - Dialecte shilla
        - Moyen coréen ancien (dialecte de Goryeo)
          - Moyen coréen tardif
            - Coréen moderne
            - Jejuan?

      - Gayan?

#### Classification selon Hölzl (2018)
Andreas Hölzl utilise le terme "coréanique" pour désigner uniquement les descendants du moyen coréen. Ce terme contraste avec les "langues para-coréaniques", qui désignent les langues apparentées au coréen antérieures au moyen coréen.
Ce qui donne la classification suivante :
- Langues coréaniques
  - Coréen du Nord-Ouest
  - Coréen du Nord-Est
  - Yukcin
  - Coréen central
  - Coréen du Sud-Ouest
  - Coréen du Sud-Est
  - Jeju

#### Classification selon Glottolog et Ethnologue
Glottolog et Ethnologue utilisent la même définition que Hölzl, mais la classification est différente, :
- Langues coréaniques
  - Jejueo
  - Coréen
    - Dialectes cholla-kyongsang
      - Dialecte jollado
      - Dialecte kyongsangdo

    - Dialectes chungchong-coréen central
      - Dialecte ch'ungch'ongdo
      - Dialecte hwanghaedo

    - Dialectes hamgyong-pyongan
      - Dialecte hamgyongdo
      - Dialecte p'yong'ando

    - Moyen coréen
      - Moyen coréen ancien
      - Moyen coréen tardif

    - Dialecte séoulien

#### Classification selon Cho et Whiman (2019)
Sungdai Cho et John Whitman (2019) définissent les coréaniques comme ceci :
- Langues coréaniques
  - Silla
    - Moyen coréen

  - Paekche
  - Koguryŏ (peut-être inclus)
  - Puyŏ (peut-être inclus)

#### Classification selon Robbeets (2020)
Martine Robbeets (2020) réserve le terme de "langues coréaniques" pour désigner les descendants du silla. Le terme de "langues macro-coréaniques" correspond à peu près aux langues han et désigne les langues qui, selon elle, sont directement apparentées au coréen (dont elle considère que certains idiomes généralement considérés comme ses dialectes, sont des langues). Elle classe les langues puyŏ au sein d'une famille appelée "japanique" (qui comprend aussi les langues japoniques) semblable à l'hypothèse japono-koguryeoïque de Christopher Beckwith. Robbeets classe les langues japaniques et macro-coréaniques dans le groupe japono-coréanique de la famille transeurasienne (ou langues macro-altaïques),,. Ces deux hypothèses sont très controversées, et les linguistes qui soutiennent l'hypothèse transeurasienne sont très minoritaires,,.
Ainsi, elle classe les langues macro-coréaniques comme tel :
- Langues macro-coréaniques
  - Mahan
    - Mahan paekche

  - Pyŏnhan
    - Kaya

  - Chinhan
    - Silla
      - Langues coréaniques
        - Moyen coréen
          - Langues coréennes
            - Langues coréennes septentrionales
              - Hamgyŏng
              - P'yŏngan

            - Langues coréennes centrales
              - Coréen
              - Ch'ungch'ŏng

            - Langues coréennes méridionales
              - Kyŏngsang
              - Chŏlla

        - Cheju

#### Classifications selon Kim (2020, 2022)
Sean Kim (2020) classe les langues coréaniques comme ceci :
- Langues coréaniques
  - Proto-coréanique
  - Langues buyeo
    - Yemaek
      - Nakrang?

    - Buyeo
    - Goguryeo
      - Balhae?
      - Moyen coréen
        - Coréen
          - Coréen moderne

        - Jeju

    - Baekje

  - Langues han
    - Langues samhan
      - Mahan
      - Jinhan
        - Silla

      - Byeonhan
        - Gaya

    - Tamna?
    - Usan?

Plus tard, en 2022, il crée une nouvelle classification basée sur celle de Vovin, de Whitman, et Lee et Ramsey :
- Langues coréaniques
  - Langues puyŏ
    - Puyŏ
    - Langues macro-koguryŏ
      - Langues koguryŏ
        - Koguryŏ
        - Parhae

      - Paekche

    - Okchŏ
    - Yemaek

  - Langues han
    - Silla
      - Moyen coréen ancien
        - Moyen coréen tardif
          - Coréen moderne ancien
            - Coréen moderne

          - Cheju

    - Mahan

## Origines et affinités

### Histoire
Il est possible que le proto-coréanique hypothétique duquel dériveraient les langues et dialectes coréens modernes se soit développé par créolisation dans une société mixte mêlant les apports des habitants primitifs de la Corée et d'immigrants venus d'Asie centrale.
Par la suite, le "proto-coréanique" se serait séparé en langues han et langues buyeo. Les langues han, parlées au sud de la péninsule, rassembleraient les langues des confédérations de Jinhan (puis, Silla), Byeonhan (puis, Gaya) et Mahan et peut-être la langue d'Usan, non-attestée. Il est possible que ces langues aient cohabité avec les langues japoniques péninsulaires hypothétiques. Au nord de la Corée, les langues buyeo (ou Puyŏ, ou Fuyu) rassembleraient les langues des anciens royaumes coréens de Buyeo, d'Okjeo, de Goguryeo, de Ye, et peut-être de Baejke. Cependant, certains linguistes affirment que les langues buyeo constituent la branche continentales des langues japoniques, mais cette hypothèse est controversée (Voir Hypothèse Buyeo).
Le royaume de Silla, ayant unifié politiquement la péninsule de Corée à la fin de la période des Trois Royaumes de Corée en 676, aurait imposé sa langue dans les territoires conquis. Le silla aurait donc évolué en moyen coréen, ancêtre des langues coréennes modernes,. En revanche, certains linguistes affirment que le moyen coréen descend du goguryeo. La controverse se poursuit toujours aujourd'hui.
Puis, lors de l'annexion japonaise de la Corée, de nombreux Coréens se sont déplacés vers la Mandchourie. C'est pourquoi des dialectes/langues coréen(ne)s y sont toujours parlé(e)s par un minorité.

### Relations externes
De nombreux travaux ont proposé de rattacher les langues coréaniques ainsi que les langues japoniques aux langues altaïques, qui comprennent classiquement les langues turques, les langues mongoliques et les langues toungouses. Toutefois cette hypothèse est de plus en plus controversée. La validité même du groupe altaïque comme unité génétique (c'est-à-dire comme groupe de langues ayant une origine généalogique commune) est également contestée : il pourrait s'agir d'une aire linguistique de diffusion d'innovations communes.
Typologiquement, la syntaxe sujet-objet-verbe, la morphologie agglutinante et le système de politesse rapprochent le japonais des langues altaïques, en particulier du coréen. Si le coréen et le japonais présentent un important vocabulaire commun d'origine chinoise, leur lexique de base est très différent,,,,.
Certaines études ont démontré des ressemblances entre la langue du royaume coréen historique de Goguryeo et jusqu'aux langues dravidiennes (ceci dans le cadre plus vaste de l'hypothèse nostratique) (Hypothèse des langues dravido-coréaniques), ainsi que les langues austronésiennes, mais cette hypothèse est peu soutenue (Hypothèse des langues austro-coréaniques),.

### Hypothèse Buyeo
Une autre théorie suggère, tant par l'archéologie que par la génétique (mais contredite par Taylor & Francis en 2008), une parenté avec la langue de Goguryeo. Cette hypothèse dite des langues buyeo, puyŏ ou fuyü ou japono-koguryeoïques rassemble l'ancien japonais, les langues ryūkyū et la langue de Goguryeo, distinguée de celle du royaume de Silla qui a le plus influencé le développement du coréen moderne. Une majorité de linguistes considère cependant que tous les dialectes coréens historiques appartiennent à une famille unique, ce que contredit l'hypothèse Buyeo.

### Connaissances actuelles
Les études plus récentes faites par Martine Robbeets de l'université de Tokyo consolident la démonstration de la filiation des langues japoniques et coréaniques avec les langues transeurasiennes.
Certains réfutaient auparavant la filiation, d'une part par manque de fiabilité des relations dans le vocabulaire de base — mais celles-ci furent consolidées en 2004 — et d'autre part à cause de la plus grande simplicité du japonais — fait qui a reçu une explication en 2008.

## Comparaison lexicale chinois-coréanique
Ci-dessous, une comparaison entre des nombres chinois et coréaniques,.
| nombre | nombres chinois | nombres chinois | nombres chinois   | nombres coréaniques | nombres coréaniques | nombres coréaniques |
| nombre | sino-japonais   | sino-coréen     | chinois classique | proto-coréanique    | coréen standard     | jeju                |
| ------ | --------------- | --------------- | ----------------- | ------------------- | ------------------- | ------------------- |
| "1"    | [itɕi] ichi     | [il] il         | *i̯it              | *hətan              | hana                | hóna                |
| "2"    | [ɲi] ni         | [i] i           | *ńii̯              | *tupɨr              | dul                 | dul                 |
| "3"    | [saɴ] san       | [sam] sam       | *sam              | *seki / *se-        | set                 | shit                |
| "4"    | [ɕi] shi        | [sa] sa         | *sî               | *neki               | net                 | nit                 |
| "5"    | [ɡo] go         | [o] o           | *ŋwo              | *tasə-              | daseot              | dasót               |
| "6"    | [ɾokɯ] roku     | [juk̚] yuk       | *li̯uk             | *jəsəs              | yeoseot             | yóseut              |
| "7"    | [ɕitɕi] shichi  | [tɕʰil] chil    | *tsʰit            | *nilkup             | ilgop               | ilgop               |
| "8"    | [hɑtɕi] hachi   | [pʰal] pal      | *pat              | *jətərp             | yeodeol             | yódóp               |
| "9"    | [kʲɯː] kyuu     | [ku] ɡu [ku]    | *ki̯u              | *ahóp               | ahop                | aop                 |
| "10"   | [dʑɯː] juu      | [sip̚] sip       | *ʂip              | *jer                | yeol                | yeol                |

## Comparaison lexicale coréen-japonais-altaïque
Le tableau ci-dessous présente quelques comparaisons lexicales entre langues altaïques (turques, mongoles et toungouses), coréen et japonais, qui peuvent indiquer une parenté entre ces langues. Les correspondances ne sont pas toujours précises sémantiquement, et se situent parfois au niveau du champ lexical plus que du sens exact. Pour chaque signification, la première ligne donne la forme reconstruite dans la protolangue correspondante, à côté de la forme altaïque commune hypothétique ; la deuxième ligne donne ensuite un exemple tangible dans une langue attestée : le turc de Turquie pour les langues turques, le mongol khalkha pour les langues mongoliques, le mandchou ou l'evenki pour les langues toungouses, et les formes modernes pour le coréen et le japonais.
Comme une grande part de ce tableau repose sur des interprétations (à savoir la reconstruction des protoformes et l'étendue des champs lexicaux), il n'est pas possible, malgré l'abondance des données, d'y voir une preuve directe de parenté génétique de toutes ces langues au sein d'un groupe macro-altaïque. Beaucoup de parallèles peuvent remonter à des contacts anciens et des emprunts lexicaux. Ces données — qu'il serait possible de multiplier — montrent cependant que ni une parenté génétique des trois branches de l'altaïque au sens strict, ni l'appartenance du coréen et peut-être aussi du japonais à ce groupe ne peuvent être exclues sans examen.
| Proto-langue                       | Proto-turcique                     | Proto-mongol                | Proto-toungouse                                 | Proto-coréanique                    | Proto-japonique             | Proto-altaïque |
| Langues attestées                  | Turc de Turquie                    | Mongol khalkha              | Mandchou / evenki                               | Coréen                              | Japonais                    | Proto-altaïque |
| ---------------------------------- | ---------------------------------- | --------------------------- | ----------------------------------------------- | ----------------------------------- | --------------------------- | -------------- |
| poitrine, cœur, téter              | *göküŕ                             | *kökön                      | *χuku-n / *kuku-n                               | *kokăi                              | *kəkərə                     | *kok'e         |
| poitrine, cœur, téter              | göğüs « poitrine »                 | хөx « sein, téton »         | oχo (M.) « sein »                               | gogaengi « cœur [du bois], moelle » | kokoro « cœur »             | *kok'e         |
| côte, poitrine                     | *bokana                            | *bogoni                     | *boka                                           | .                                   | *baki                       | *boka          |
| côte, poitrine                     | вoкoнo (kirghiz) « fausses côtes » | вогино « première côte »    | boqšon (M.) « sternum »                         | .                                   | waki « flanc »              | *boka          |
| pli du bras, jambe, aile, nageoire | *Kājnat                            | *ka(i)                      | *keńe- / *kuńe-                                 | .                                   | *kanai                      | *kēńa          |
| pli du bras, jambe, aile, nageoire | kanat « aile, nageoire »           | xaa « pattes de devant »    | keńete, kuńetu (E.) « bas [grosse chaussette] » | .                                   | kane « règle, soufflet »    | *kēńa          |
| tête, chapeau, chef                | *tum-                              | *tom-                       | *tumŋu-                                         | .                                   | *tum-                       | *t'umu         |
| tête, chapeau, chef                | tomşuk « bec »                     | тумлaй « chapeau »          | tuŋun (M.) « sommet du crâne »                  | .                                   | tsumuri « sommet, tête »    | *t'umu         |
| gorge                              | *boguŕ                             | *baγalǯaγur                 | *bukse                                          | .                                   | *pukum-                     | *boku          |
| gorge                              | boğaz « gorge »                    | вaгaлзуур « gorge »         | buge / buχe (M.) « cartilage, tendons »         | .                                   | fukum- « avoir en bouche »  | *boku          |
| écorce, peau, feuille              | *Kāpuk                             | *kawda                      | *χabda(-nsa)                                    | *kaph- / *kəph-                     | *kapa                       | *k'āp'a        |
| écorce, peau, feuille              | kabuk « écorce, coquille »         | xуудaс « page »             | abdaχa / afaχa (M.) « feuille »                 | kkeopjil « écorce »                 | kawa « peau, cuir, écorce » | *k'āp'a        |
| (vieille) femme                    | *eme                               | *eme                        | *emV                                            | *amh                                | *mia                        | *eme           |
| (vieille) femme                    | eme « vieille femme [dial.] »      | эм « femme »                | emeke (M.) « belle-mère »                       | am « femme, femelle »               | me-su « femelle »           | *eme           |
| une sorte d'oiseau                 | *torgaj                            | *turagu                     | *turākī                                         | *tărk                               | *təri                       | *t'oro(-k'V)   |
| une sorte d'oiseau                 | turgay « alouette »                | xaр тoруу « corbeau »       | turākī (E.) « corneille »                       | dak « volaille »                    | tori « oiseau »             | *t'oro(-k'V)   |
| pou, lente                         | *sirke                             | *sirke                      | *sire-                                          | *hjǝ                                | *siram(u)i                  | *siajri        |
| pou, lente                         | sirke « lente »                    | ширx « pou (des animaux) »  | sirikte (E.) « ver [parasite] »                 | seokae « lente »                    | shirami « pou »             | *siajri        |
| blanc, jaune, clair                | *siarıg                            | *sira                       | *siarū-                                         | *hăi-                               | *sirua-                     | *siājri        |
| blanc, jaune, clair                | sarı « jaune »                     | шaр « jaune »               | šari (M.) « lumière »                           | hi- « blanc »                       | shiro- « blanc »            | *siājri        |
| pluie, neige, brume                | .                                  | *siγurga                    | *sig-                                           | .                                   | *sinkurai                   | *sigi          |
| pluie, neige, brume                | .                                  | шуургa « tempête de neige » | siGan (M.) « brouillard »                       | .                                   | shigure « crachin »         | *sigi          |
| eau                                | .                                  | *mören                      | *mū                                             | *mır                                | *mi-n-tu                    | *miūri         |
| eau                                | .                                  | мөрөн « rivière »           | muke (M.) « eau »                               | *mul « eau »                        | mizu « eau »                | *miūri         |
| filet, réseau                      | *tor                               | *towr                       | *turku                                          | *tăračhi                            | *turi                       | *t'obru        |
| filet, réseau                      | tor « filet »                      | тoр « filet, cage »         | turku- (E.) « se faire prendre »                | daraekki « panier »                 | tsuri « pêche à la ligne »  | *t'obru        |
| sel, amer                          | *dūŕ                               | *dabusu                     | *ǯujar-                                         | *čjǝ̄r-                              | *tura-                      | *čioberV       |
| sel, amer                          | tuz « sel »                        | дaвс(aн) « sel »            | ǯušuχun (M.) « amer, acide »                    | jeol- « être salé »                 | tsura- « dur, amer »        | *čioberV       |
| pierre                             | *diāĺ                              | *čilaγu                     | *ǯola                                           | *tōrh                               | *(d)isi                     | *tiōĺi         |
| pierre                             | taş « pierre »                     | чулуу « pierre »            | ǯolo (E.) « pierre »                            | dol- « pierre »                     | ishi « pierre »             | *tiōĺi         |
| mordre, ronger                     | *gemür                             | *kemeli                     | *kem-ki-                                        | .                                   | *kam-                       | *kema          |
| mordre, ronger                     | gemir « ronger »                   | xимлэ, xэмлэ « ronger »     | kemki- (M.) « mordre »                          | .                                   | kam- « mordre »             | *kema          |
| tresser, tisser                    | *ȫr-                               | *ör-                        | .                                               | *ōr                                 | *ər-                        | *ōre           |
| tresser, tisser                    | ör- « tresser »                    | өрмөг « lainage »           | .                                               | ol « toron »                        | or- « tisser »              | *ōre           |
| faible, malade ; servir, soldat    | *alp                               | *alba-n                     | *alba                                           | *arphă-                             | *apar-                      | *alpa          |
| faible, malade ; servir, soldat    | alp « héros, brave »               | aлбa « service, devoir »    | alba- (E.) « être incapable »                   | apeu- « être malade »               | aware « pitié »             | *alpa          |
| qui                                | *kem, *Ka                          | *ken, *ka                   | *χia / *χai                                     | *ka, *ko                            | *ka                         | *k'a(j)        |
| qui                                | kim « qui »                        | xэн « qui »                 | ai (M.) « quoi »                                | -ga, -go «...? »                    | -ka «...? »                 | *k'a(j)        |
| moi                                | *be-                               | *bi                         | *bi                                             | *uri                                | *ba-                        | *bi            |
| moi                                | ben « moi »                        | би « moi »                  | bi (M., E.) « moi »                             | uri « nous »                        | watashi « moi »             | *bi            |